# Michaël Guigou
Pour les articles homonymes, voir Guigou.

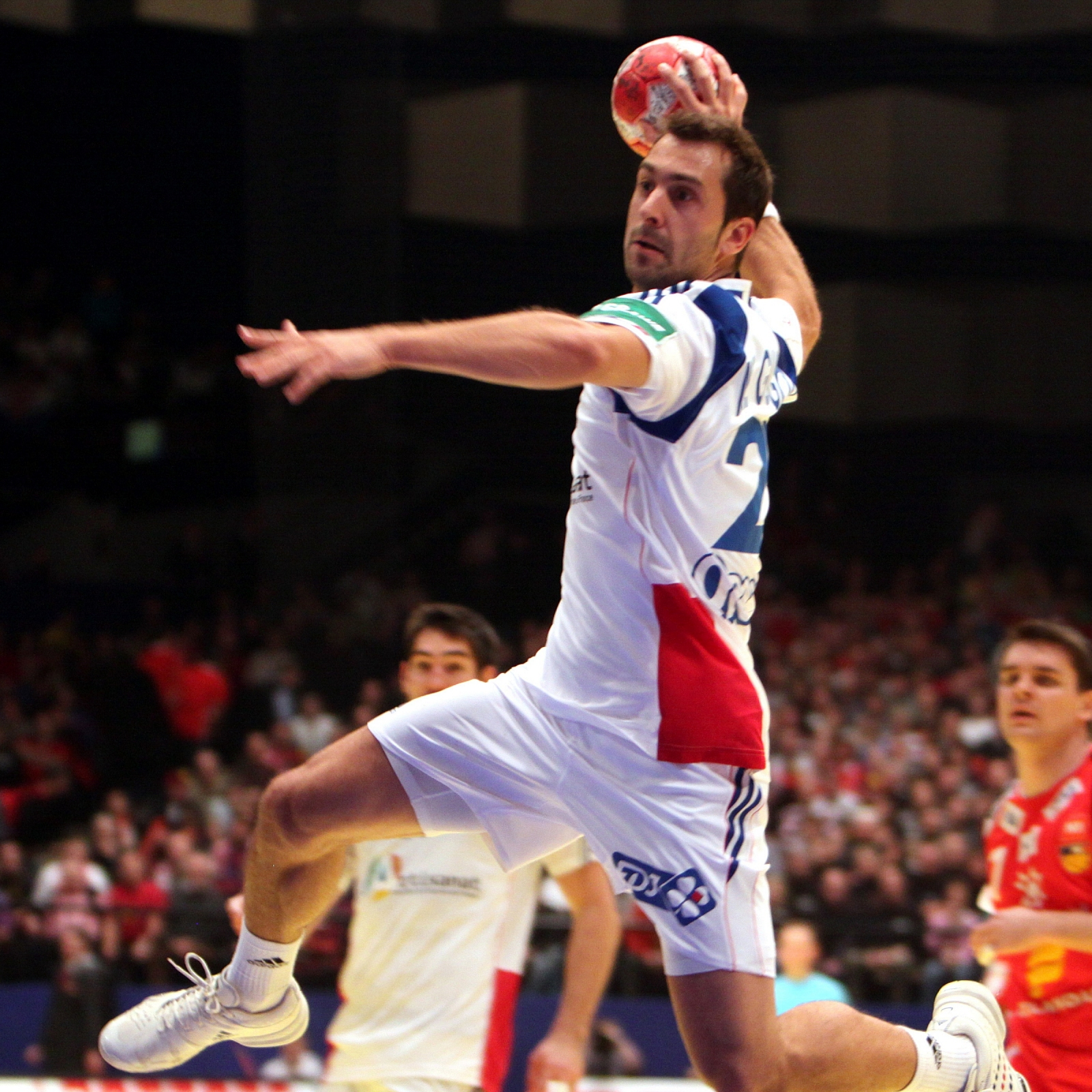
Michaël Guigou en janvier 2010 sous le maillot de l'équipe de France

Michaël Guigou, né le 28 janvier 1982 à Apt (Vaucluse), est un joueur français de handball.
Évoluant au poste d'ailier gauche et parfois de demi-centre, il a remporté chacun des trois titres majeurs au moins à trois reprises avec l'équipe de France : il est triple champion olympique, quadruple champion du monde et triple champion d'Europe. Il est ainsi, avec Thierry Omeyer et Nikola Karabatic, le joueur international français le plus titré avec dix médailles d'or. En club, il a évolué pendant 20 ans au Montpellier Handball, remportant notamment la Ligue des champions en 2003 et en 2018 et dix championnats de France dont il a été élu à onze reprises meilleur ailier gauche.
Après avoir pris sa retraite de joueur en 2022, il entre dans le Hall of Fame du handball français puis est nommé en 2024 sélectionneur de l'équipe masculine de France (U17).

## Biographie

### Jeunesse
Michaël Guigou commence le handball à l'âge de cinq ans dans le club de sa ville natale, Apt, où sa mère Christine et son père Richard sont entraîneurs. Au sein du club, il évolue dans une équipe de jeunes dont les éléments ont deux ou trois ans de plus que lui. Malgré cela, il se démarque des autres joueurs. Il reste à Apt jusqu'en 1998, passe un an dans le club d'Avignon, puis rejoint à 17 ans le Montpellier Handball.

### Montpellier
En 1999, à 17 ans, il rejoint le Montpellier Handball pour y terminer sa formation. Au début de la saison 2000-2001, le club recrute Martin Frändesjö, l’ailier gauche suédois qui devient en février 2001 vice-champion du monde en France avec la sélection nationale suédoise, mais il ne parvient pas à s'imposer à Montpellier où on lui préfère « un tout petit gamin du pôle et du centre de Marseille. Il s’appelait Michaël Guigou. », dixit Philippe Bana, DTN du handball. Frändesjö quitte le club par la petite porte en cours de saison et Michaël Guigou remporte son premier trophée, la Coupe de France 2001, mais doit laisser le titre de Champion de France à Chambéry.
Fidèle, Michaël Guigou est viscéralement attaché à Montpellier, un club qu’il n’a jamais quitté alors qu’il aurait pu aller exercer son talent à l’étranger. En effet, la saison suivante débute une domination quasiment sans partage de Montpellier sur le handball français. Il remporte ainsi un total 10 titres de champion de France, 11 Coupes de France, 10 Coupes de la Ligue et 2 Trophée des Champions, réalisant notamment un quadruplé historique lors de la saison 2011-2012. À titre personnel, il est élu à dix reprises meilleur ailier gauche du championnat de France entre 2003 et 2015.
Sur la scène européenne, la plus grande réussite est certainement la finale de Ligue des champions 2003 : après le match aller face à Pampelune de Jackson Richardson perdu sur le score de 27 à 19, peu de monde croit aux chances des montpelliérains de refaire leur retard lors du retour dans la salle du Palais des sports René Bougnol. Pourtant, à la 39e minute, Montpellier est revenu à égalité avec 20 à 12. À trois minutes de la fin, le score est de 28 à 18 lorsque sur une montée de balle, Grégory Anquetil transmet à Guigou, qui, dans l'action, se retrouve dos au but. Il déclenche toutefois son tir dans cette position et bat le gardien. Durant cette rencontre, il marque 10 buts, et Montpellier s'imposera 31 à 19, remportant la plus importante compétition européenne. Malgré les nombreuses participations à la Ligue des champions et les fortes ambitions du club à compter de 2009 avec le retour de Nikola Karabatic, Guigou et les montpellierains ne parviennent pas dépasser les quarts de finale. Lors de la saison 2013-2014, après quinze saisons consécutives en Ligue des champions, le club dispute la Coupe de l'EHF mais rate de peu l’opportunité de remporter un second titre européen en s’inclinant d’un but en finale.
Lors de la saison 2017-2018, Michael Guigou participe à son premier final four de la Ligue des champions, après avoir fini en tête de la poule basse et avoir éliminé le FC Barcelone en huitième de finale puis le SG Flensburg-Handewitt en quart de finale. Au cours d'un week-end inédit, durant lequel trois représentants d'un même pays sont en demi-finale (le HBC Nantes et le PSG en plus de Montpellier), les montpellierains éliminent le Vardar Skopje en demi finale avant de venir à bout du HBC Nantes en finale. Michaël Guigou, alors capitaine, soulève pour la seconde fois la prestigieuse coupe d'Europe, 15 ans après celle de 2003.
À l'intersaison 2018, Michaël Guigou se fait opérer du genou gauche puis est destitué de la fonction de capitaine qu'il détenait depuis 2012,. Puis, alors que Guigou a fait part de sa volonté de prolonger sa carrière de joueur jusqu'aux Jeux olympiques de Tokyo en 2020 et de jouer au moins une année supplémentaire, le Montpellier Handball et Patrice Canayer annonce lors de la conférence de presse du 21 janvier 2019 qu'il ne sera pas conservé comme joueur, mais que le contrat de trois ans qui lui est promis comme entraîneur à l'Académie du MHB est maintenu,. Après avoir terminé le championnat du monde 2019, il règle ses comptes avec le club et Patrice Canayer le 7 février 2019, stigmatisant notamment « cette attitude affligeante, voire pathétique, à l’égard des anciens qui ont contribué au destin du club »,.

### Nimes
Le 22 février 2019, sa signature à l'USAM Nîmes Gard est officialisée pour une durée de deux ans et une reconversion au sein du club.
Il prolonge finalement son contrat d'une saison, soit jusqu'en juin 2022. Il joue ainsi le dernier match de sa carrière le 8 juin 2022.

### Équipe de France

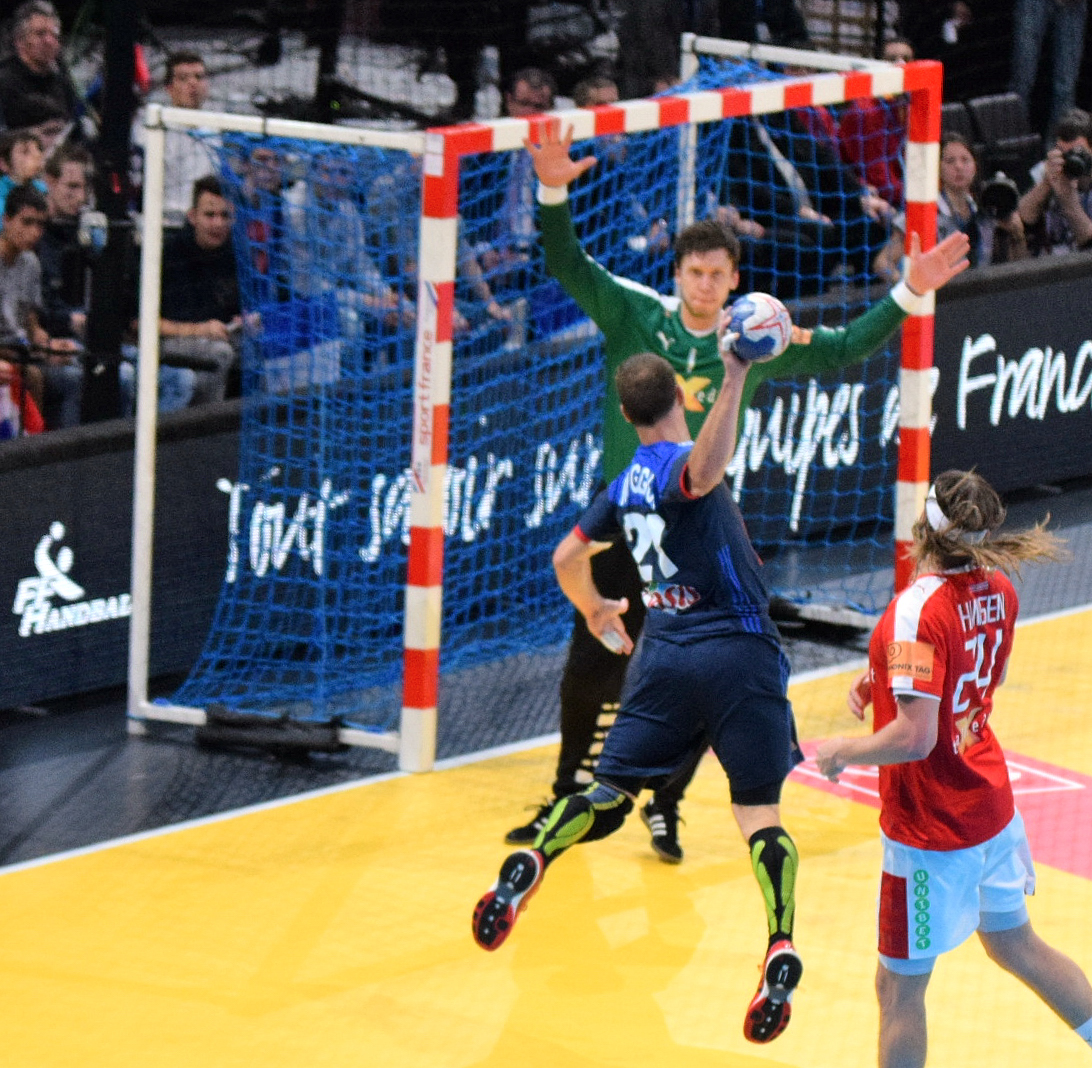
Au tir face à Niklas Landin Jacobsen en 2016.

Michaël Guigou connait sa première sélection en équipe de France en juillet 2002 contre le Japon. Il doit toutefois attendre les Jeux olympiques de 2004 à Athènes pour participer à sa première compétition majeure. Malheureusement, la défaite en quart de finale face à la Russie est un mauvais souvenir pour Guigou et les Français.
Lors du mondial 2005 en Tunisie, il fait partie de la sélection française qui participe à la dernière compétition internationale de Jackson Richardson. La France termine finalement à la troisième place, offrant une dernière médaille à son capitaine et une première à Guigou.
L'année suivante, la sélection remporte la dernière médaille qui manque à son palmarès : le championnat d'Europe disputé en Suisse. Guigou remporte à cette occasion son premier titre avec les Bleus. Lors de la demi-finale du mondial 2007, disputé en Allemagne, Guigou fait l'objet d'une décision qui laissera un goût amer aux Français : alors que les Allemands mènent d'un but à quelques secondes du terme de la deuxième prolongation, Michaël Guigou intercepte une balle, se débarrasse d'un adversaire et marque. Mais à la stupeur du camp français, les arbitres refusent le but pour une faute sur le Français. Le coup franc qui suit ne donnera rien et la France est éliminée. Elle termine finalement à la quatrième place.
Opéré à la cheville après également avoir souffert de périostite tibiale, il ne peut participer au championnat d'Europe 2008. Malgré son manque de préparation et de compétition, il est retenu pour les Jeux olympiques de 2008 de Pékin. Toutefois, bien que la France remporte son premier titre olympique, Guigou ressent un certain sentiment d'échec sur le plan personnel : blessé à une cheville pendant la compétition, sa contribution à son équipe ne répond pas à son attente.
Avec Jérôme Fernandez, lui aussi très motivé après sa blessure de Pékin, Michaël Guigou est l'un des éléments majeurs du succès de l'équipe de France lors du mondial 2009 disputé en Croatie. La France dispute la finale face à l'autre grand favori de la compétition : la sélection croate qui évolue à domicile. La France remporte la finale sur le score de 24 à 19. Guigou pour sa part marque 10 buts sur 12 tirs tentés, dont un sept sur sept au jet de sept mètres. Il termine la compétition avec 52 buts et meilleur marqueur français. Il est également élu meilleur ailier gauche du tournoi.
Lors de la finale du Championnat d'Europe 2014 contre l'équipe du Danemark évoluant à domicile, il finit meilleur marqueur du match avec 10 buts.
Lors du Championnat du monde 2019, il est nommé capitaine de l'équipe de France a la suite de l'annonce du forfait de Cédric Sorhaindo. Si ce dernier reprend le capitanat au Championnat d'Europe 2020, la contreperformance française et la saison perturbée par la pandémie de Covid-19 conduit Sorhaindo à se mettre en retrait en novembre 2020, Michaël Guigou devenant alors le nouveau capitaine de l'équipe de France. Il étrenne ainsi son nouveau rôle à l'occasion des deux matchs de qualification pour l'Euro 2022 qui ont précédé le Championnat du monde 2021.
Pour ses deux premiers matchs en un an depuis le fiasco de l'Euro 2020 et la nomination de Guillaume Gille, la France rate cette double confrontation face à la Serbie (une défaite et un nul) et part alors avec pleins d'inconnues en Égypte. Mais les Bleus réalisent un premier match parfait face à la Norvège et enchaine 6 victoires pour atteindre les quarts de finales de la compétition. Opposée à la Hongrie, la France rate son début de match (1-7 à la 11e minute) avant que Guigou ne marque 5 buts en l'espace de 10 minutes pour remettre les Français dans le match (7-9). Finalement qualifiés pour les demi-finales, Guigou et les siens s'inclinent face à la Suède puis l'Espagne pour terminer au pied du podium.
Fin avril 2021, à l'occasion du match de qualification pour l'Euro 2022 disputé en Grèce, Michaël dépasse la barre symbolique des 1 000 buts pour son 298e match en équipe de France. Il rejoint le cercle très fermé des meilleurs réalisateurs français où l'attendaient Jérôme Fernandez (1 463 buts), Nikola Karabatic (1210) et Frédéric Volle (1016).
Lors des Jeux olympiques de Tokyo en 2021, il est le capitaine de l'équipe de France qui remporte son troisième titre olympique le 7 août 2021 en battant le Danemark en finale (25-23).

## Poste
Droitier, il évolue sur le poste d'ailier gauche. Il figure sur ce poste parmi les meilleurs joueurs au monde.
Ses entraîneurs, tant Patrice Canayer à Montpellier que Claude Onesta avec la France, utilisent ses qualités de vitesse et de technique sur le poste de demi-centre. Il a, en effet, occupé de manière prioritaire cette position avec Montpellier lorsque ce dernier club ne possédait pas de réel demi-centre de métier dans son effectif. En plus de ses qualités physiques et techniques lui permettant d'évoluer comme demi-centre, il aime faire jouer et réussir ses coéquipiers, ce qui le prédispose à jouer à ce poste.
Avec la France, il est souvent utilisé à ce poste lorsque les Français jouent en infériorité numérique. Son agilité et sa qualité technique, lui permettent de gagner ses duels, ce qui lui permet soit de marquer directement, soit de libérer un espace pour les deux autres arrières.
Il est décrit par son entraîneur de club Patrice Canayer comme étant « pas très expansif, plutôt timide et plein de retenue ».

### Carrière d'entraîneur
Après avoir pris sa retraite de joueur au terme de la saison 2021-2022, il entre en mai 2023 dans le Hall of Fame du handball français
En octobre 2024, il est nommé sélectionneur de l'équipe masculine de France (U17).

## Palmarès

### Sélection nationale
Jeux olympiques
- 5e place aux Jeux olympiques de 2004 à Athènes
- Médaille d'or aux Jeux olympiques de 2008 de Pékin
- Médaille d'or aux Jeux olympiques de 2012 de Londres
- Médaille d'argent aux Jeux olympiques de 2016 de Rio de Janeiro
- Médaille d'or aux Jeux olympiques de 2020 de Tokyo

Championnats du monde
- Médaille de bronze au Championnat du monde 2005 en Tunisie
- 4e place au Championnat du monde 2007 en Allemagne
- Médaille d'or au Championnat du monde 2009 en Croatie
- Médaille d'or au Championnat du monde 2011 en Suède
- 6e place au Championnat du monde 2013 en Espagne
- Médaille d'or au Championnat du monde 2015 au Qatar
- Médaille d'or au Championnat du monde 2017 en France
- Médaille de bronze au Championnat du monde 2019 au Danemark et en Allemagne
- 4e place au Championnat du monde 2021 en Égypte

Championnats d'Europe
- Médaille d'or au championnat d'Europe 2006 en Suisse
- Médaille d'or au Championnat d'Europe 2010 en Autriche
- 11e place au Championnat d'Europe 2012 en Serbie
- Médaille d'or au Championnat d'Europe 2014 au Danemark
- 5e place au Championnat d'Europe 2016 en Pologne
- Médaillé de bronze au Championnat d'Europe 2018 en Croatie
- 14e place au Championnat d'Europe 2020 en Autriche, en Norvège et en Suède

### Club
Compétitions internationales
- Vainqueur de la Ligue des champions (2) : 2003, 2018
- Finaliste de la Coupe de l'EHF en 2014

Compétitions nationales
- Vainqueur du Championnat de France (10) : 2002, 2003, 2004, 2005, 2006, 2008, 2009, 2010, 2011, 2012
- Vainqueur de la Coupe de France (11) : 2001, 2002, 2003, 2005, 2006, 2008, 2009, 2010, 2012, 2013, 2016
- Vainqueur de la Coupe de la Ligue (10) : 2004, 2005, 2006, 2007, 2008, 2010, 2011, 2012, 2014, 2016
- Vainqueur du Trophée des Champions (3) : 2010, 2011, 2018

### Distinctions
- Chevalier de la Légion d'honneur (14 novembre 2008)[26] puis  Officier de la Légion d'honneur (8 septembre 2021)[27]
- Officier de l'ordre national du Mérite[28]
- Élu meilleur ailier gauche du championnat de France (11) : 2003, 2004, 2005, 2006, 2007, 2009, 2010, 2011, 2014, 2015, 2018
- Élu meilleur ailier gauche du Championnat du monde 2009 en Croatie[29]

## Statistiques en club
| Saison                | Club                  | Championnat           | Championnat | Championnat | Coupe nationale | Coupe nationale | Coupe de la Ligue | Coupe de la Ligue | Supercoupe | Supercoupe | Compétition(s) continentale(s) | Compétition(s) continentale(s) | Compétition(s) continentale(s) | Total | Total |
| Saison                | Club                  | Division              | M.          | B.          | M.              | B.              | M.                | B.                | M.         | B.         | Comp.                          | M.                             | B.                             | M.    | B.    |
| 1999-2000             | Montpellier Handball  | Division 1            | 0           | 0           | 0               | 0               | -                 | -                 | -          | -          | C1                             | 0                              | 0                              | 0     | 0     |
| 2000-2001             | Montpellier Handball  | Division 1            | 8           | 21          | 0               | 0               | -                 | -                 | -          | -          | C1                             | 0                              | 0                              | 8     | 21    |
| 2001-2002             | Montpellier Handball  | Division 1            | 20          | 61          | 0               | 0               | -                 | -                 | -          | -          | C2                             | 0                              | 0                              | 20    | 61    |
| 2002-2003             | Montpellier Handball  | Division 1            | 20          | 68          | 0               | 0               | -                 | -                 | -          | -          | C1                             | 12                             | 41                             | 32    | 109   |
| 2003-2004             | Montpellier Handball  | Division 1            | 18          | 78          | -               | -               | -                 | -                 | -          | -          | C1                             | 5                              | 7                              | 23    | 85    |
| 2004-2005             | Montpellier Handball  | Division 1            | 24          | 91          | 0               | 0               | -                 | -                 | -          | -          | C1                             | 11                             | 65                             | 35    | 156   |
| 2005-2006             | Montpellier Handball  | Division 1            | 24          | 105         | 0               | 0               | 2                 | 2                 | -          | -          | C1                             | 10                             | 55                             | 36    | 162   |
| 2006-2007             | Montpellier Handball  | Division 1            | 24          | 116         | 0               | 0               | -                 | -                 | -          | -          | C1                             | 8                              | 31                             | 32    | 147   |
| 2007-2008             | Montpellier Handball  | Division 1            | 8           | 22          | 1               | 4               | -                 | -                 | -          | -          | C1                             | 4                              | 6                              | 13    | 32    |
| 2008-2009             | Montpellier Handball  | Division 1            | 21          | 112         | 2               | 15              | 1                 | 8                 | -          | -          | C1                             | 9                              | 60                             | 33    | 195   |
| 2009-2010             | Montpellier Handball  | Division 1            | 25          | 104         | 2               | 12              | 3                 | 11                | -          | -          | C1                             | 13                             | 57                             | 43    | 184   |
| 2010-2011             | Montpellier Handball  | Division 1            | 20          | 59          | 0               | 0               | 1                 | 7                 | 2          | 6          | C1                             | 11                             | 47                             | 34    | 119   |
| 2011-2012             | Montpellier Handball  | Division 1            | 26          | 20          | 1               | 0               | 1                 | 5                 | -          | -          | C1                             | 4                              | 5                              | 32    | 30    |
| 2012-2013             | Montpellier Handball  | Division 1            | 21          | 61          | 1               | 2               | 1                 | 0                 | -          | -          | C1                             | 8                              | 25                             | 31    | 88    |
| 2013-2014             | Montpellier Handball  | Division 1            | 19          | 50          | 0               | 0               | 3                 | 11                | 0          | 0          | C3                             | 5                              | 6                              | 27    | 67    |
| 2014-2015             | Montpellier Handball  | Division 1            | 25          | 69          | 3               | 9               | 1                 | 1                 | 2          | 0          | C1                             | 11                             | 25                             | 42    | 104   |
| 2015-2016             | Montpellier Handball  | Division 1            | 24          | 71          | 3               | 2               | 3                 | 17                | 0          | 0          | C1                             | 14                             | 33                             | 44    | 123   |
| 2016-2017             | Montpellier Handball  | Starligue             | 17          | 45          | 3               | 5               | 0                 | 0                 | 2          | 4          | C1                             | 12                             | 26                             | 34    | 80    |
| 2017-2018             | Montpellier Handball  | Starligue             | 25          | 90          | 3               | 9               | 2                 | 8                 | 2          | 8          | C1                             | 18                             | 57                             | 50    | 172   |
| 2018-2019             | Montpellier Handball  | Starligue             | 19          | 30          | 4               | 8               | 4                 | 3                 | 0          | 0          | C1                             | 9                              | 17                             | 36    | 58    |
| Sous-total            | Sous-total            | Sous-total            | 388         | 1273        | 23              | 66              | 22                | 73                | 8          | 18         | -                              | 164                            | 563                            | 605   | 1993  |
| 2019-2020             | USAM Nîmes Gard       | Starligue             | 28          | 61          | 1               | 0               | 3                 | 9                 | -          | -          | C3                             | 10                             | 25                             | 42    | 95    |
| 2020-2021             | USAM Nîmes Gard       | Starligue             | 27          | 52          | 0               | 0               | 2                 | 6                 | -          | -          | C3                             | 13                             | 18                             | 42    | 76    |
| Sous-total            | Sous-total            | Sous-total            | 55          | 113         | 1               | 0               | 5                 | 15                | -          | -          | -                              | 23                             | 43                             | 84    | 171   |
| Total sur la carrière | Total sur la carrière | Total sur la carrière | 443         | 1386        | 24              | 66              | 27                | 88                | 8          | 18         | -                              | 187                            | 689                            | 689   | 2247  |

## Galerie

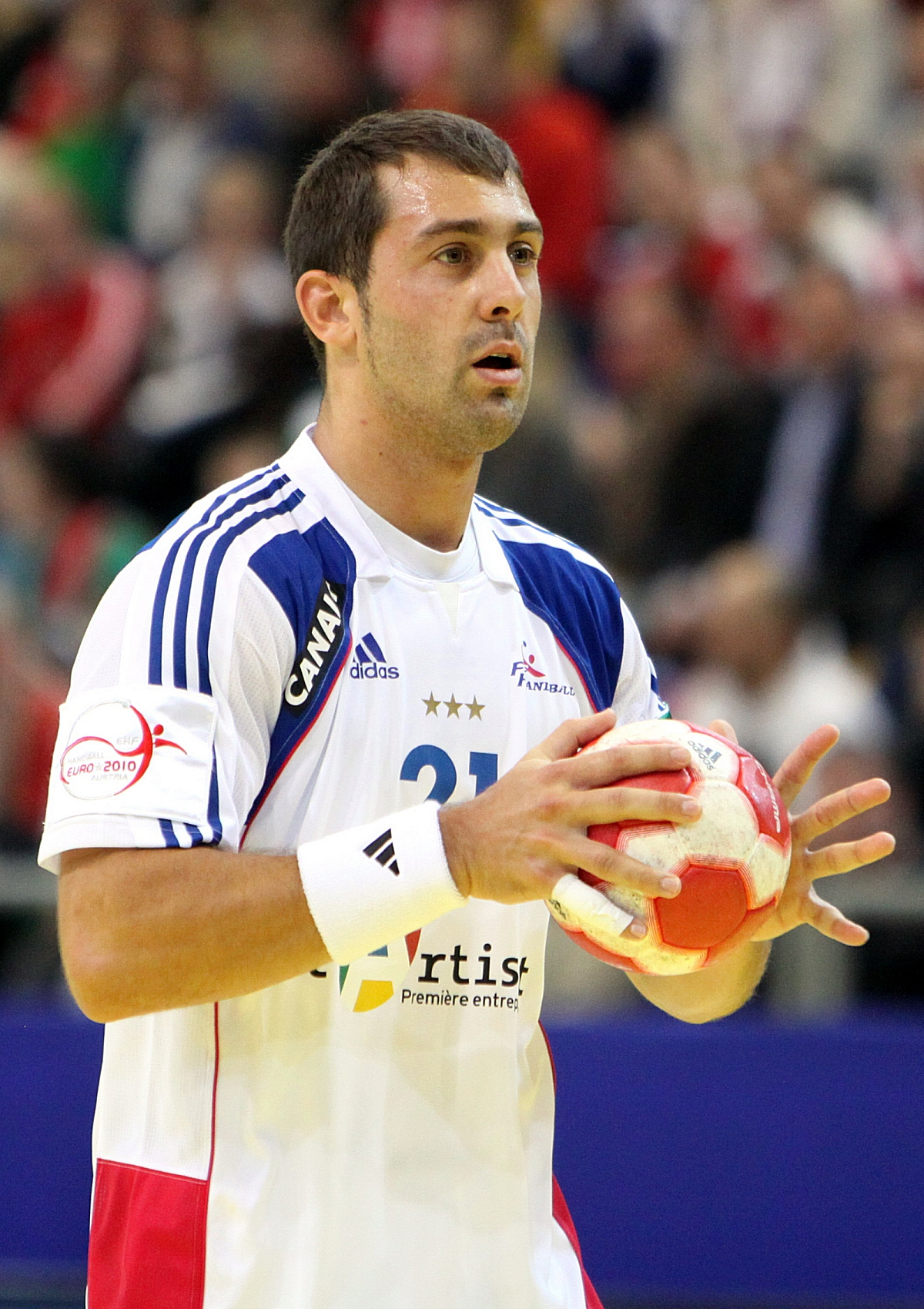
En 2010
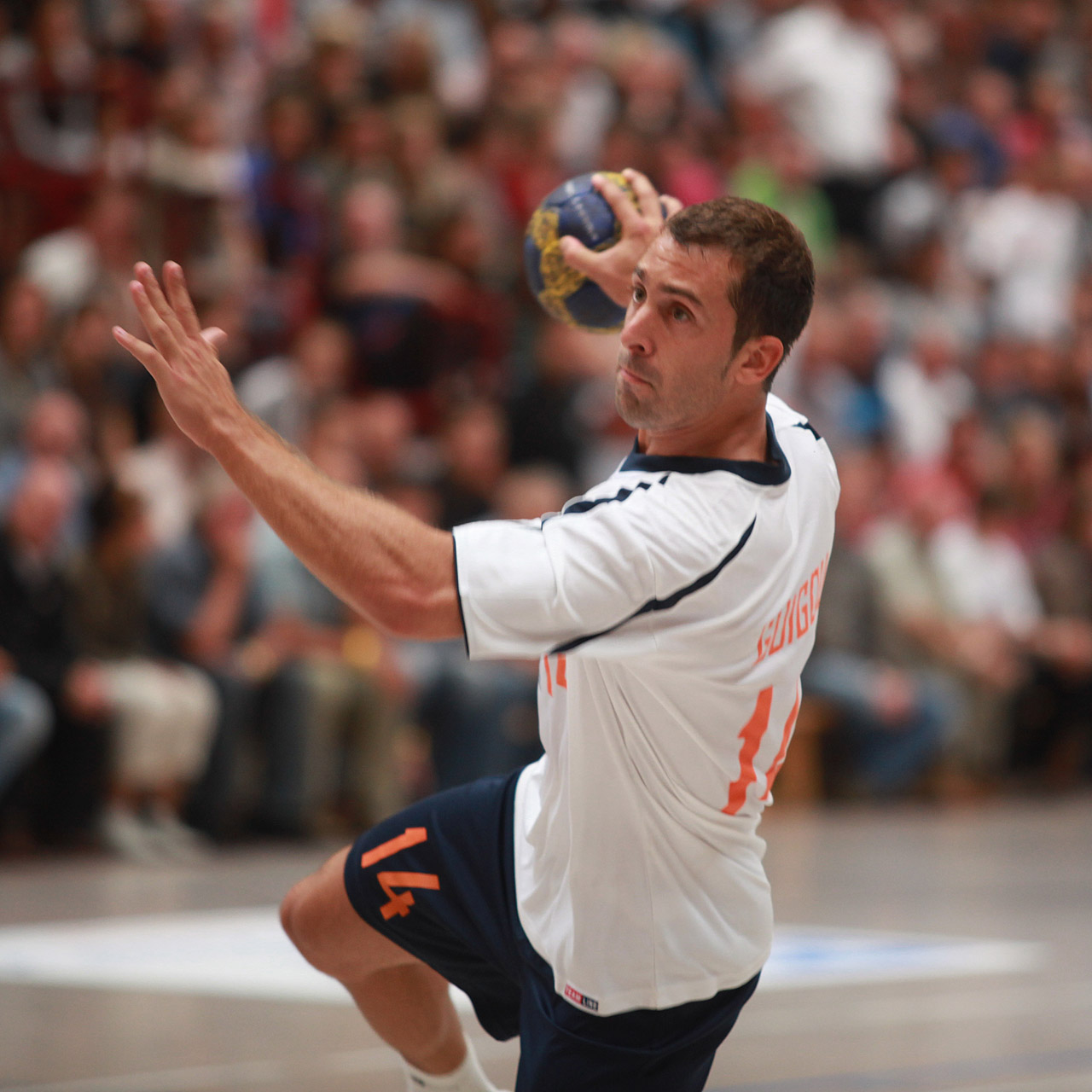
En 2010
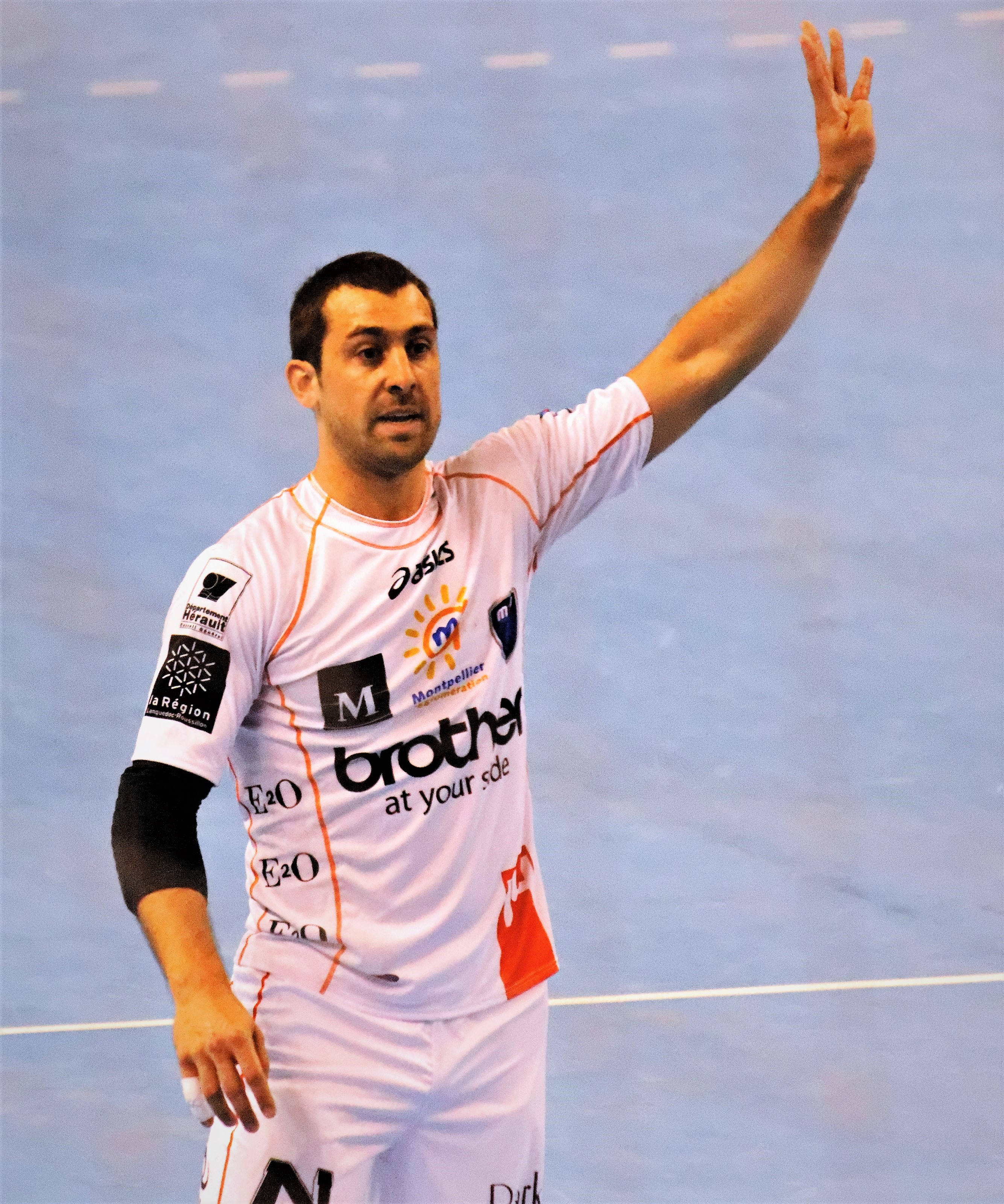
En 2012
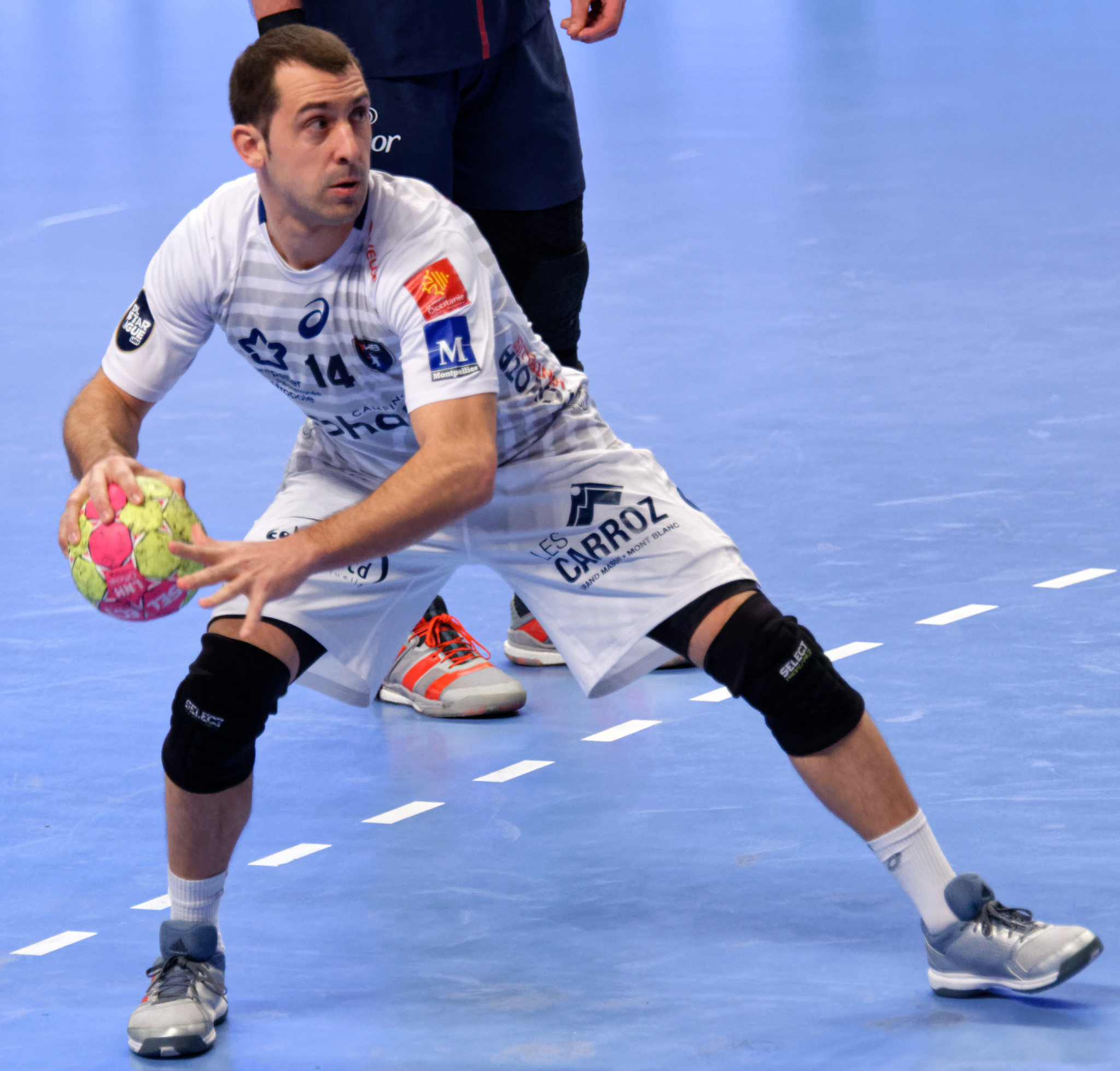
En 2018